# 遊佐郵便局
遊佐郵便局（ゆざゆうびんきょく）は、山形県飽海郡遊佐町にある郵便局。
郵便区番号「999-83」「999-84」及び「999-85」の配達を受け持つ。

## 概要
住所：〒999-8399 山形県飽海郡遊佐町遊佐鶴田32-4

## 郵便区内の無集配郵便局
- 蕨岡郵便局：〒999-8316　山形県飽海郡遊佐町豊岡花塚35
- 杉沢簡易郵便局：〒999-8313　山形県飽海郡遊佐町杉沢堂ノ下12-1
- 野沢簡易郵便局：〒999-8303　山形県飽海郡遊佐町野沢上ク子添111-5
- 藤崎郵便局：〒999-8437　山形県飽海郡遊佐町藤崎一ノ坪3-9
- 南遊佐郵便局：〒999-8422　山形県酒田市千代田外野5-2
- 江地簡易郵便局：〒999-8433　山形県飽海郡遊佐町江地中屋敷田8
- 六ツ新田簡易郵便局：〒999-8423　山形県酒田市宮内六ツ新田4-内3
- 吹浦郵便局：〒999-8521　山形県飽海郡遊佐町吹浦川田33-23
  - 高瀬郵便局：〒999-8523　山形県飽海郡遊佐町当山堰中瀬16
  - 升川簡易郵便局：〒999-8525　山形県飽海郡遊佐町直世清水森87-1

## 沿革
- 1889年（明治22年）4月1日 - 三等郵便局として開局[2]、上蕨岡郵便局から貯金業務を継承[3]。
- 1892年（明治25年）
  - 3月16日 - 郵便為替事務開始、但し小為替振出事務は取り扱わず[4]。
  - 11月1日 - 小為替振出事務開始[5]。
- 1896年（明治29年）11月16日 - 小包郵便取扱開始[6]。
- 1899年（明治32年）4月1日 - 電信為替事務開始[7]。
- 1908年（明治41年）3月31日
  - 電信事務開始[8]。
  - 集配区内に蕨岡郵便局（三等、無集配）開局[9]。
- 1911年（明治44年）9月26日 - 電話通話事務開始[10]。
- 1926年（大正15年）8月26日 - 特設電話加入申請受理開始[11]。
- 1927年（昭和2年）3月1日 - 電話交換業務開始、併せて託送電報も取扱う[12]。
- 1942年（昭和17年）4月1日 - 蕨岡郵便局にて電信、電話通話事務及び電話交換業務開始[13]。
- 1956年（昭和31年）
  - 3月20日 - 蕨岡郵便局にて風景入通信日附印使用開始[14]。
  - 4月19日 - 蕨岡郵便局及び高瀬郵便局にて電話交換事務廃止、遊佐郵便局に移管[15]。
  - 5月10日 - 風景入通信日附印使用開始[16]。
- 1957年（昭和32年）8月20日 - 移転、新局舎完工式挙行[17]。
- 1960年（昭和35年）8月22日 - 蕨岡郵便局が飽海郡遊佐町大字上蕨岡から同郡同町大字豊岡に移転[18]。
- 1962年（昭和37年）12月17日 - 郵便区内に杉沢簡易郵便局開局[19]。
- 1966年（昭和41年）5月16日 - 郵便区内に野沢簡易郵便局開局[20]。
- 1969年（昭和44年）7月20日 - 遊佐郵便局（電話交換及び和文電報配達）及び蕨岡郵便局（和文電報配達）にて電気通信業務廃止、遊佐電報電話局に移管[21][22]。
- 2018年（平成30年）3月5日 - 吹浦郵便局の集配業務廃止に伴い、その業務を継承。

## 周辺
- 酒田警察署遊佐交番
- 遊佐町町民体育館